# Оплот (бійцівський клуб)
«Оплот»  — бійцівський спортивний клуб, створений у листопаді 2011 року у Харкові президентом корпорації «Оплот» Євгеном Жиліним за сприяння Олексія Олійника. СК «Оплот» спеціалізується виключно на змішаних єдиноборствах (ММА / Бої без правил). Клуб також одночасно є і ММА-лігою, тобто платформою для проведення професійних чемпіонатів з ММА, а також гран-прі в різних вагових категоріях.
Організація внесена до санкційного списку Виконавчого наказу №13660 Президента США від 10.03.2014

## Злочинна діяльність
З «Оплотом» і Жиліним учасники Харківського Євромайдану пов'язують напади молодих людей спортивної зовнішності (тітушок) на активістів і пресу. У період Євромайдану був активістом антимайдану у Харкові де «Оплот» разом з комуністами охороняли від знесення пам'ятник Леніну, та у Києві куди «Оплот» майже у повному складі виїхали у середині січня 2014 р.
Виконувач обов'язків Міністра внутрішніх справ України Арсен Аваков заявив, що «Оплот» займався питаннями підпалу транспорту автомайданівців
В.о.генерального прокурора України Олег Махніцький в ефірі 5 каналу заявив, що злочини, які інкримінуються міському голові Харкова Геннадію Кернесу, пов'язані з діяльністю організацій, подібних «Оплоту».
«Оплот» затримував учасників Євромайдану, з нанесенням тілесних ушкоджень, і передавав їх міліції.
Голова організації неодноразово закликав президента В. Януковича застосовувати більш жорстокі методи для придушення Євромайдану.

## Див.також
- Оплот (батальйон)
- Війна на сході України